# Opișnea
Opișnea (în ucraineană Опішня) este o așezare de tip urban din raionul Zinkiv, regiunea Poltava, Ucraina. În afara localității principale, mai cuprinde și satele Dibrova, Iablucine, Karabazivka, Miski Mlînî, Vaskî și Vilhove.

## Demografie
Componența lingvistică a așezării de tip urban Opișnea
     Ucraineană (97,85%)
     Rusă (1,93%)
     Alte limbi (0,1%)
Conform recensământului din 2001, majoritatea populației așezării de tip urban Opișnea era vorbitoare de ucraineană (97,85%), existând în minoritate și vorbitori de rusă (1,93%).